# Ley de vagos y maleantes (Venezuela)
La Ley de Vagos y Maleantes fue una ley venezolana publicada el 22 de junio de 1939 y basada en la ley de vagos y maleantes de España. La ley clasificaba como «vagos» a aquellas personas desempleadas o que presuntamente trabajaban en profesiones ilícitas y constituían «una amenaza para la sociedad», mientras que definía como «maleantes» a proxenetas, apostadores, traficantes de drogas, de armas o de bebidas alcohólicas, pederastas, contrabandistas y ladrones de ganado, entre otros. La ley fue utilizada esporádicamente para detener a homosexuales acusados por la policía de prostitución. La Corte Suprema de Justicia declaró la nulidad de la ley en 1997.

## Historia
La Ley de Vagos y Maleantes fue aprobada por primera vez el 22 de junio de 1939 por el Congreso Nacional, durante el periodo postgomecista y el gobierno de Eleazar López Contreras, basada en la ley de vagos y maleantes aprobada durante Segunda República española. La ley fue publicada en la Gaceta Oficial N°19.956 el 14 de agosto.
La ley fue reformada en 1957, durante la dictadura de Marcos Pérez Jiménez, y continuó vigente después de su derrocamiento y hasta la anulación de la normativa en 1997.

## Contenido
En su texto original aprobado en 1939, el primer artículo de la ley describía que: "Los vagos y maleantes, para su corrección y como medida de defensa social, serán sometidos al régimen de seguridad pautado en la presente ley". La legislación permitía la detención administrativa durante un período de hasta cinco años, sin apelación ni revisión judicial.
La legislación no penalizaba la homosexualidad, a diferencia de la ley de vagos y maleantes española, pero establecía que los funcionarios de seguridad podían detener a las personas que considerasen que tenían "potencialidad" para delinquir.
La ley clasificaba como «vagos» a aquellas personas desempleadas o que presuntamente trabajaban en profesiones ilícitas y constituían «una amenaza para la sociedad», mientras que definía como «maleantes» a proxenetas, apostadores, traficantes de drogas, de armas o de bebidas alcohólicas, pederastas, contrabandistas y ladrones de ganado, entre otros. La ley fue utilizada esporádicamente para detener a homosexuales acusados por la policía de prostitución.

## Aplicación

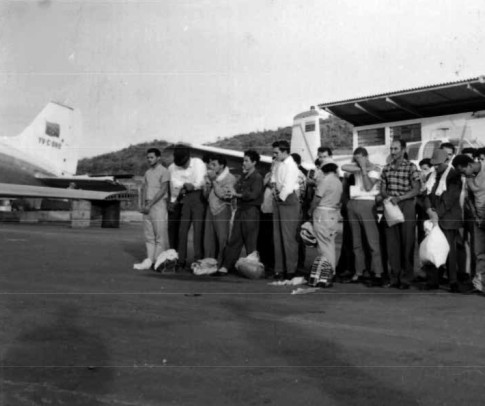
Detenidos bajo la Ley de Vagos y Maleantes trasladados y recluidos en la Colonia Penal de El Dorado.

De acuerdo con un informe de Amnistía Internacional de 1995, la gran mayoría de los acusados bajo la ley eran hombres, y varios de los arrestos tenían lugar en los barrios pobres de Caracas y de Maracay. Cuando una persona era arrestada en virtud de la Ley sobre Vagos y Maleantes, comparecía ante el prefecto y disponía de tres días para presentar pruebas en su favor si rechazaba los cargos, generalmente mediante un certificado de buena conducta de la asociación de vecinos o mediante una carta de la compañía donde trabaja. La autoridad contaba con 48 para dictaminar si el acusado era culpable o inocente antes de dictar sentencia, y si el detenido era declarado «culpable» en virtud de la ley disponía de sólo 24 horas para apelar la decisión ante el gobernador del estado.
La mayoría de los arrestados eran liberados a las pocas horas, pero varios otros permanecían durante días en cárceles y comisarías. La mayoría de aquellos detenidos por más de seis meses bajo la ley eran traslados a «centros de rehabilitación», incluyendo el Centro Agropecuario de Reeducación El Dorado, en el estado Bolívar.
Para abril de 1995, las autoridades en los estados Bolívar y Zulia habían cesado la aplicación de la ley en sus regiones. La gobernadora de Zulia Lolita Aniyar de Castro detuvo su aplicación desde su nombramiento al cargo en febrero de 1994. Según autoridades de Bolívar entrevistadas por delegados de Amnistía Internacional en mayo de 1994, no se había producido un aumento de delitos menores desde el cese de la aplicación de la legislación.

## Reacciones
Los Comités Unitarios Pro-Amnistía (CUPA) fueron una de las primeras agrupaciones en criticar la Ley de Vagos y Maleantes en octubre de 1976 en su publicación "Ruptura", y el Comité en Defensa de los Derechos Humanos de Venezuela pidió su derogación a comienzos de diciembre del mismo año en la publicación semanal "¿Qué hacer?".
Para marzo de 1988, organizaciones como Luto Activo y académicos como Elio Gómez Grillo, Tosca Hernández y Lolita Aniyar de Castro comenzaron la recolección de veinte mil firmas para solicitarle al Congreso Nacional la anulación de la legislación.
En abril de 1995 Amnistía Internacional le pidió urgentemente al gobierno venezolano la adopción de recomendaciones para reducir las violaciones a los derechos humanos por la aplicación de la legislación, incluyendo su derogación y la liberación de todas las personas detenidas bajo la ley.

## Anulación
El 17 de julio de 1985, el abogado José Fernando Nuñez introdujo una acción de nulidad por iniciativa propia ante la Corte Suprema de Justicia.La ley fue declarada como inconstitucional en su totalidad el 14 de octubre de 1997 por la Sala Plena de la Corte Suprema.En su sentencia, la Sala Plena determinó que la Ley de Vagos y Maleantes no castigaba el acto punible, sino a la persona, “se castiga al hombre por lo que es y no por lo que hace”, por lo que se concluyó que violaba los derechos a la libertad y a la seguridad personal establecidos en el artículo 60 de la constitución.